# Pallanuoto ai campionati mondiali di nuoto 2017 - Torneo maschile
La XVII edizione del campionato mondiale di pallanuoto maschile si è svolta all'interno del programma dei campionati mondiali di nuoto 2017, dal 17 al 29 luglio. La vittoria finale è andata per la seconda volta alla Croazia.
Le gare del torneo si sono svolte presso lo Stadio del nuoto Alfréd Hajós di Budapest.
Le squadre partecipanti sono sedici, in rappresentanza di tutte e cinque le confederazioni continentali aderenti alla FINA.

## Formula
Le 16 partecipanti sono suddivise in quattro gironi preliminari, al termine dei quali le prime tre squadre hanno accesso alla fase a eliminazione diretta. Le prime di ogni girone vengono ammesse direttamente ai quarti di finale, mentre seconde e terze si scontrano a incroci in un turno preliminare.

## Squadre partecipanti
Africa
- Sudafrica

Americhe
- Canada
- Brasile
- Stati Uniti

Asia
- Giappone
- Kazakistan

Europa
- Croazia
- Francia
- Grecia
- Italia
- Montenegro
- Russia
- Serbia
- Spagna
- Ungheria

Oceania
- Australia

### Gruppo A
| Pos. | Squadra    | Pt | G | V | N | P | GF | GS | DR  |
| ---- | ---------- | -- | - | - | - | - | -- | -- | --- |
| 1.   | Montenegro | 5  | 3 | 2 | 1 | 0 | 35 | 18 | +17 |
| 2.   | Brasile    | 3  | 3 | 1 | 1 | 1 | 17 | 22 | -5  |
| 3.   | Kazakistan | 2  | 3 | 1 | 0 | 2 | 17 | 28 | -11 |
| 4.   | Canada     | 2  | 3 | 0 | 2 | 1 | 23 | 24 | -1  |

| Data      | Ora   | Gara       | Gara | Gara       |
| --------- | ----- | ---------- | ---- | ---------- |
| 17 luglio | 09:30 | Brasile    | 6-2  | Kazakistan |
| 17 luglio | 10:50 | Montenegro | 8-8  | Canada     |
| 19 luglio | 18:50 | Canada     | 9-10 | Kazakistan |
| 19 luglio | 21:30 | Brasile    | 5-14 | Montenegro |
| 21 luglio | 17:30 | Brasile    | 6-6  | Canada     |
| 21 luglio | 18:50 | Montenegro | 13-5 | Kazakistan |

### Gruppo B
| Pos. | Squadra   | Pt | G | V | N | P | GF | GS | DR  |
| ---- | --------- | -- | - | - | - | - | -- | -- | --- |
| 1.   | Ungheria  | 5  | 3 | 2 | 1 | 0 | 35 | 19 | +16 |
| 2.   | Italia    | 5  | 3 | 2 | 1 | 0 | 40 | 23 | +17 |
| 3.   | Australia | 2  | 3 | 1 | 0 | 2 | 19 | 36 | -17 |
| 4.   | Francia   | 0  | 3 | 0 | 0 | 3 | 26 | 42 | -16 |

| Data      | Ora   | Gara      | Gara  | Gara      |
| --------- | ----- | --------- | ----- | --------- |
| 17 luglio | 12:10 | Francia   | 9-18  | Italia    |
| 17 luglio | 20:10 | Australia | 3-13  | Ungheria  |
| 19 luglio | 09:30 | Francia   | 10-11 | Australia |
| 19 luglio | 20:10 | Ungheria  | 9-9   | Italia    |
| 21 luglio | 20:10 | Francia   | 7-13  | Ungheria  |
| 21 luglio | 21:30 | Australia | 5-13  | Italia    |

### Gruppo C
| Pos. | Squadra   | Pt | G | V | N | P | GF | GS | DR  |
| ---- | --------- | -- | - | - | - | - | -- | -- | --- |
| 1.   | Serbia    | 6  | 3 | 3 | 0 | 0 | 43 | 16 | +27 |
| 2.   | Grecia    | 4  | 3 | 2 | 0 | 1 | 32 | 20 | +12 |
| 3.   | Spagna    | 2  | 3 | 1 | 0 | 2 | 28 | 23 | +5  |
| 4.   | Sudafrica | 0  | 3 | 0 | 0 | 3 | 11 | 55 | -44 |

| Data      | Ora   | Gara      | Gara | Gara      |
| --------- | ----- | --------- | ---- | --------- |
| 17 luglio | 13:30 | Spagna    | 7-8  | Grecia    |
| 17 luglio | 17:30 | Serbia    | 21-5 | Sudafrica |
| 19 luglio | 10:50 | Sudafrica | 2-18 | Grecia    |
| 19 luglio | 12:10 | Spagna    | 5-11 | Serbia    |
| 21 luglio | 09:30 | Spagna    | 16-4 | Sudafrica |
| 21 luglio | 10:50 | Serbia    | 11-6 | Grecia    |

### Gruppo D
| Pos. | Squadra     | Pt | G | V | N | P | GF | GS | DR  |
| ---- | ----------- | -- | - | - | - | - | -- | -- | --- |
| 1.   | Croazia     | 6  | 3 | 3 | 0 | 0 | 38 | 21 | +17 |
| 2.   | Russia      | 2  | 3 | 1 | 0 | 2 | 34 | 32 | +2  |
| 3.   | Giappone    | 2  | 3 | 1 | 0 | 2 | 29 | 38 | -9  |
| 4.   | Stati Uniti | 2  | 3 | 1 | 0 | 2 | 28 | 38 | -10 |

| Data      | Ora   | Gara        | Gara  | Gara     |
| --------- | ----- | ----------- | ----- | -------- |
| 17 luglio | 18:50 | Stati Uniti | 7-12  | Croazia  |
| 17 luglio | 21:30 | Giappone    | 8-15  | Russia   |
| 19 luglio | 13:30 | Russia      | 8-10  | Croazia  |
| 19 luglio | 17:30 | Stati Uniti | 7-15  | Giappone |
| 21 luglio | 12:10 | Stati Uniti | 14-11 | Russia   |
| 21 luglio | 13:30 | Giappone    | 6-16  | Croazia  |

## Fase finale

### Tabellone
| Play-off | Play-off   | Play-off |  |  | Quarti di finale | Quarti di finale | Quarti di finale |  |  | Semifinali | Semifinali | Semifinali |  |             | Finale      | Finale      | Finale |
|          |            |          |  |  |                  |                  |                  |  |  |            |            |            |  |             |             |             |        |
|          |            |          |  |  |                  |                  |                  |  |  |            |            |            |  |             |             |             |        |
|          |            |          |  |  | 1A               | Montenegro       | 7                |  |  |            |            |            |  |             |             |             |        |
| 2C       | Grecia     | 14       |  |  |                  | Grecia           | 12               |  |  |            |            |            |  |             |             |             |        |
| 3D       | Giappone   | 4        |  |  |                  |                  |                  |  |  |            | Grecia     | 5          |  |             |             |             |        |
|          |            |          |  |  |                  |                  |                  |  |  |            | Ungheria   | 7          |  |             |             |             |        |
|          |            |          |  |  | 1B               | Ungheria         | 14               |  |  |            |            |            |  |             |             |             |        |
| 3C       | Spagna     | 10       |  |  |                  | Russia           | 5                |  |  |            |            |            |  |             |             |             |        |
| 2D       | Russia     | 11       |  |  |                  |                  |                  |  |  |            |            |            |  |             |             | Ungheria    | 6      |
|          |            |          |  |  |                  |                  |                  |  |  |            |            |            |  |             |             | Croazia     | 8      |
|          |            |          |  |  | 1C               | Serbia           | 15               |  |  |            |            |            |  |             |             |             |        |
| 2A       | Brasile    | 3        |  |  |                  | Australia        | 5                |  |  |            |            |            |  |             |             |             |        |
| 3B       | Australia  | 8        |  |  |                  |                  |                  |  |  |            | Serbia     | 11         |  |             |             |             |        |
|          |            |          |  |  |                  |                  |                  |  |  |            | Croazia    | 12         |  |             |             |             |        |
|          |            |          |  |  | 1D               | Croazia          | 12               |  |  |            |            |            |  | Terzo posto | Terzo posto | Terzo posto |        |
| 3A       | Kazakistan | 7        |  |  |                  | Italia           | 9                |  |  |            |            |            |  |             |             | Grecia      | 8      |
| 2B       | Italia     | 12       |  |  |                  |                  |                  |  |  |            |            |            |  |             |             | Serbia      | 11     |

#### Play off
| Arbitri: | Stavridis Franulović |

|                       |           |                                           |
| Guimaraes 2 Freitas 1 | Marcatori | 3 Kayes 2 Fannon 1 Power, Gilchrist, Ford |

| Arbitri: | Molnár Ghafouri |

|                                 |           |                                                                      |
| Shakenov 3 Ruday, Turlykhanov 2 | Marcatori | 3 Mirarchi, Renzuto Iodice 2 Di Fulvio, Bodegas 1 Figlioli, Fondelli |

| Arbitri: | Ohme Rotsart |

|                                                         |           |                         |
| Fountoulis 4 Gounas, Vlachopoulos 3 Flegkas, Mourikis 2 | Marcatori | 2 Adachi 1 Shiga, Okawa |

| Arbitri: | Alexandrescu Putniković |

|                                                                    |           |                                                       |
| Tahull Compte 4 Español 2 Munarriz, Minguell, Barroso, Fernandez 1 | Marcatori | 3 Merkulov, Lisunov 2 Dereviankin, Nagaev 1 Bugaychuk |

#### Quarti di finale
| Arbitri: | Alexandrescu Flahive |

|                                              |           |                                                                                                |
| Radović 2 Brguljan, Petković, Misic, Murisic | Marcatori | 4 Fountoulis 2 Gounas 1 Genidounais, Dervisis, Argyropouulos, Mourikis, Kolomvos, Vlachopoulos |

| Arbitri: | Naumov Ohme |

|                                                                                            |           |                                             |
| Filipović 3 Ćuk, Pijetlović, Prlainović, Mitrović 2 Rašović, Ranđelović, Aleksić, Jakšić 1 | Marcatori | 1 Kayes, Power, Edwards, Gilchrist, Younger |

| Arbitri: | Severo Buch |

|                                                 |           |                                             |
| Hosnyánszky, Varga 4 Manhercz 3 Vámos 2 Hárai 1 | Marcatori | 2 Bugaychuck 1 Dereviankin, Nagaev, Lisunov |

| Arbitri: | Stavridis Schwartz |

|                                             |           |                                                    |
| Sukno, Garcia 4 Šetka 2 Vukicevic, Bušlje 1 | Marcatori | 3 Renzuto 2 Figlioli, Aicardi 1 Di Fulvio, Bodegas |

#### Semifinali
| Arbitri: | Naumov Buch |

|                            |           |                                                 |
| Genidounias 3 Fountoulis 2 | Marcatori | 2 Vámos, Hosnyánszky 1 Gór-Nagy, Erdélyi, Hárai |

| Arbitri: | Rotsart Alexandrescu |

|                                                          |           |                                              |
| Prlainović 6 Pijetlović 2 Mandić, Ranđelović, Mitrović 1 | Marcatori | 3 Joković, Sukno 2 Lončar, Vukicevic, Bušlje |

#### Finale 3º/4º posto
| Arbitri: | Naumov Mercier |

|                                                               |           |                                                                                         |
| Fountoulis 3 Vlachopoulos 2 Genidounias, Delakas, Pontikeas 1 | Marcatori | 2 Ranđelović, Pijetlović 1 Mandić, Rašović, Ćuk, Ubović, Aleksić, Filipović, Prlainović |

#### Finale
| Arbitri: | Alexandrescu Severo |

|                                      |           |                                              |
| Vámos: 3 Török, Manhercz, Erdélyi: 1 | Marcatori | 3: Sukno 2: García 1: Macan, Lončar, Joković |

### Tabellone 5º- 8º posto
|  | 5º- 8º posto | 5º- 8º posto | 5º- 8º posto |        |            | 5º posto   | 5º posto  | 5º posto |  |
|  |              |              |              |        |            |            |           |          |  |
|  | Montenegro   | Montenegro   | 9            |        |            |            |           |          |  |
|  | Montenegro   | Montenegro   | 9            |        |            |            |           |          |  |
|  | Russia       | Russia       | 8            |        |            |            |           |          |  |
|  | Russia       | Russia       | 8            |        | Montenegro | Montenegro | 5         |          |  |
|  |              |              |              |        | Montenegro | Montenegro | 5         |          |  |
|  |              |              | Italia       | Italia | 4          |            |           |          |  |
|  | Australia    | Australia    | Italia       | Italia | 4          | 4          |           |          |  |
|  | Australia    | Australia    |              |        |            | 4          |           |          |  |
|  | Italia       | Italia       | 8            |        |            | 7º posto   | 7º posto  | 7º posto |  |
|  | Italia       | Italia       | 8            |        |            |            |           |          |  |
|  |              |              |              |        |            |            |           |          |  |
|  |              |              |              |        |            | Russia     | Russia    | 7        |  |
|  |              |              |              |        |            | Russia     | Russia    | 7        |  |
|  |              |              |              |        |            | Australia  | Australia | 10       |  |

#### Semifinali
| Arbitri: | Stavridis Koryzna |

|                                         |           |                                                             |
| Brguljan 4 Radović 3 Misic, Banicevic 1 | Marcatori | 2 Merkulov, Lisunov 1 Dereviankin, Nagaev, Kholod, Shepelev |

| Arbitri: | Molnar Putnikovic |

|                           |           |                                                             |
| Hollis 2 Kayes, Gilchrist | Marcatori | 2 Di Fulvio, Figlioli 1 Gitto, Presciutti, Bodegas, Aicardi |

#### Finale 7º/8º posto
| Arbitri: | Ivanovski Ohme |

|                                            |           |                                                                  |
| Kholod 3 Merkulov 2 Dereviankin, Lisunov 1 | Marcatori | 2 Edwards, Younger 1 Putt, Kayes, Power, Gilchrist, Ford, Hollis |

#### Finale 5º/6º posto
| Arbitri: | Stavridis Buch |

|                        |           |                                      |
| Brguljan 3 Draskovic 2 | Marcatori | 2 Mirarchi 1 Renzuto Iodice, Bodegas |

### Tabellone 9º- 12º posto
|  | 9º- 12º posto | 9º- 12º posto | 9º- 12º posto |        |          | 9º posto   | 9º posto   | 9º posto  |  |
|  |               |               |               |        |          |            |            |           |  |
|  | Brasile       | Brasile       | 7             |        |          |            |            |           |  |
|  | Brasile       | Brasile       | 7             |        |          |            |            |           |  |
|  | Giappone      | Giappone      | 9             |        |          |            |            |           |  |
|  | Giappone      | Giappone      | 9             |        | Giappone | Giappone   | 11         |           |  |
|  |               |               |               |        | Giappone | Giappone   | 11         |           |  |
|  |               |               | Spagna        | Spagna | 13       |            |            |           |  |
|  | Kazakistan    | Kazakistan    | Spagna        | Spagna | 13       | 6          |            |           |  |
|  | Kazakistan    | Kazakistan    |               |        |          | 6          |            |           |  |
|  | Spagna        | Spagna        | 18            |        |          | 11º posto  | 11º posto  | 11º posto |  |
|  | Spagna        | Spagna        | 18            |        |          |            |            |           |  |
|  |               |               |               |        |          |            |            |           |  |
|  |               |               |               |        |          | Brasile    | Brasile    | 5         |  |
|  |               |               |               |        |          | Brasile    | Brasile    | 5         |  |
|  |               |               |               |        |          | Kazakistan | Kazakistan | 9         |  |

#### Semifinali
| Arbitri: | Dutilh-Dumas Koryzna |

|                                                   |           |                                                |
| Coutinho, Freitas 2 Stellet, Carrulo, Guimaraes 1 | Marcatori | 3 Adachi 2 Shimizu 1 Iida, Takata, Arai, Araki |

| Arbitri: | Dykman Ivanovski |

|                                 |           |                                                                                          |
| Shakenov 4 1 Pilipenko, Manafov | Marcatori | 5 Barroso 3 Munarriz Egana, del Toro 2 Tahull, Fernandez 1 Español, Mallarach, Gutiérrez |

#### Finale 11º/12º posto
| Arbitri: | Franulovic Ghafouri |

|                                               |           |                                                             |
| Coutinho 2 Cruz, Almeida, Carrulo, Medvedev 1 | Marcatori | 2 Shakenov, Ukumanov 1 Altayev, Shmider, Ruday, Turkykhanov |

#### Finale 9º/10º posto
| Arbitri: | Ivanovski Salnichenko |

|                                         |           |                                                      |
| Adachi, Okawa 3 Shiga, Arai 2 Yoshida 1 | Marcatori | 5 Español 3 Gutiérrez 2 Tahull, Mallarach 1 Munarriz |

### Tabellone 13º- 16º posto
|  | 13º- 16º posto | 13º- 16º posto | 13º- 16º posto |             |         | 13º posto | 13º posto | 13º posto |  |
|  |                |                |                |             |         |           |           |           |  |
|  | Canada         | Canada         | 6              |             |         |           |           |           |  |
|  | Canada         | Canada         | 6              |             |         |           |           |           |  |
|  | Francia        | Francia        | 10             |             |         |           |           |           |  |
|  | Francia        | Francia        | 10             |             | Francia | Francia   | 8         |           |  |
|  |                |                |                |             | Francia | Francia   | 8         |           |  |
|  |                |                | Stati Uniti    | Stati Uniti | 11      |           |           |           |  |
|  | Sudafrica      | Sudafrica      | Stati Uniti    | Stati Uniti | 11      | 4         |           |           |  |
|  | Sudafrica      | Sudafrica      |                |             |         | 4         |           |           |  |
|  | Stati Uniti    | Stati Uniti    | 13             |             |         | 15º posto | 15º posto | 15º posto |  |
|  | Stati Uniti    | Stati Uniti    | 13             |             |         |           |           |           |  |
|  |                |                |                |             |         |           |           |           |  |
|  |                |                |                |             |         | Canada    | Canada    | 9         |  |
|  |                |                |                |             |         | Canada    | Canada    | 9         |  |
|  |                |                |                |             |         | Sudafrica | Sudafrica | 6         |  |

#### Semifinali
| Arbitri: | Ivanovski Schwartz |

|                                                                  |           |                                                               |
| Thumwood 2 Patterson, Constantin Bicari, D'Souza, Soleimanipak 1 | Marcatori | 3 Crousillat, Marzouki 1 Kovacevic, Guillaume, Simon, Peisson |

| Arbitri: | Koryzna El Shamy |

|                                                      |           |                                                                       |
| Etienne le Roux, Badenhorst, Rodda, Pierre le Roux 1 | Marcatori | 3 Obert, Irving, 2 Roelse 1 Hooper, Vavic, Cupido, Carniglia, Ramirez |

#### Finale 15º/16º posto
| Arbitri: | Garibaldi Brooks |

|                                                                |           |                                               |
| Constantin Bicari 5 D'Souza, Radojcic, Soleimanipak, Torakis 1 | Marcatori | 2 le Roux E. 1 Card, Rodda, Whyte, le Roux P. |

#### Finale 13º/14º posto
| Arbitri: | Molnár Salnichenko |

|                                                                |           |                                                       |
| Crousillat, Marzouki 2 Saudadier, Kovacevic, Simon, Camarasa 1 | Marcatori | 3 Cupido 2 Carniglia, Bowen, Irving 1 Roelse, Dunstan |

## Classifica finale
| Pos.    | Squadra     |
| ------- | ----------- |
| Oro     | Croazia     |
| Argento | Ungheria    |
| Bronzo  | Serbia      |
| 4       | Grecia      |
| 5       | Montenegro  |
| 6       | Italia      |
| 7       | Australia   |
| 8       | Russia      |
| 9       | Spagna      |
| 10      | Giappone    |
| 11      | Kazakistan  |
| 12      | Brasile     |
| 13      | Stati Uniti |
| 14      | Francia     |
| 15      | Canada      |
| 16      | Sudafrica   |

## Riconoscimenti
- Miglior giocatore:
- Miglior realizzatore:
- Miglior portiere:
- Formazione ideale: